# Ладижичі
Ладижичі (до поч. ХХ ст. Ладижиці, Ладижинці) — офіційно нежитлове після  аварії на Чорнобильській АЕС колишнє село в Іванківському районі Київської області. Розташоване за 15 км від колишнього райцентру та за 27 км від ЧАЕС. Розташоване на річці Брагінка.
Нині у селі проживає 10 мешканців.

## Історія
Походження назви не встановлене. Точна дата заснування невідома, однак село вже існувало за часів Богдана Хмельницького — у середині 17 століття.
Л. Похилевич на основі місцевих переказів писав, що за доби Хмельницького Ладижичі та сусідні Теремці були прикордонними пунктами і там «вказуються ознаки прикордонної застави, неподалік розташованої». Можливо, мова йшла також ще про часи Київського князівства.
1742 року коштом графа Сапіги було збудовано дерев'яну церкву Різдва Богородиці. 1842 року церкву було відремонтовано. Церква була парафіяльною також для с. Теремці. Була зруйнована у радянський час. Святинею храму був старовинний образ Св. Миколая.
У 19 столітті село неофіційно складалося із Малих (правий берег річки) та Великих (лівий берег) Ладижичів.
1864 року у селі проживав 455 мешканців-448 православних та 7 католиків, а 1887 — вже 653 мешканці православних, 30 католиків (німців та поляків) та 98 юдеїв — усіх 781 мешканець.
1900 року у селі був 141 двір та мешкало 778 мешканців, була церква (згадувана дерев'яна церква Різдва Богородиці) та церковно-парафіяльна школа. У селі працював вітряк та водяний млин. Село підпорядковувалося Чорнобильській волості.
В добу Української революції село належало до Української Народної Республіки. Після поразки українців потрапило під владу СРСР.
За даними «Історії міст і сіл УРСР», «Ладижичі — село, центр сільської Ради, розташоване біля впадіння Прип'яті у Дніпро, за 15 км від районного центру. Населення — 633 чоловіка. Сільській Раді підпорядковані населені пункти Заглиб'я і Тарасиця. У Ладижичах знаходиться центральна садиба колгоспу „Здобуток Жовтня“, що має 1,4 тис. га сільськогосподарських угідь, з них 1,1 тис. га орної землі.
У селі є восьмирічна школа, клуб, бібліотека. Під час Другої світової війни, 25 квітня 1943 року, гітлерівці повністю спалили село, а багатьох його жителів розстріляли за подання допомоги партизанам. Серед розстріляних — зв'язкова партизанського загону піонервожата місцевої школи Паша Осідач. 130 жителів — учасників війни — нагороджено орденами й медалями СРСР.» (дані 1971 року).
Напередодні аварії на ЧАЕС у селі мешкало 483 мешканці та було 220 дворів, село підпорядковувалося Чорнобильському району, Ладижицькій сільській раді були підпорядковані населені пункти: Заглиб'я, Теремці та Хутір Золотніїв. Мешканці села після аварії на ЧАЕС були відселені у село Сукачі Іванківського району. Виселене внаслідок сильного радіоактивного забруднення.
Після Чорнобильської катастрофи село увійшло до 30-кілометрової зони відчуження.
З 1991 року Ладижичі входили до складу незалежної України. Село було офіційно зняте з обліку 1999 року за відсутністю жителів.
Частина села згоріла під час лісових пожеж у 1992 році.
Частина території села згоріла під час лісових пожеж у 2020 році.
З кінця лютого до 1 квітня 2022 року село було окуповане російськими військами.